# San José Hilí
San José Hili es una localidad situada en el municipio de Motul, en el estado de Yucatán, México. Según el censo de 2020, tiene una población de 298 habitantes.

## Toponimia
El nombre hace referencia de José de Nazaret y el término agregado hili proviene del idioma maya.

## Importancia histórica
Tuvo su esplendor durante la época del auge henequenero y emitió fichas de hacienda, las cuales por su diseño son de interés para los numismáticos. Dichas fichas acreditan la hacienda como propiedad de Benita Palma de C.

## Demografía
Según el censo de 2020 realizado por el INEGI, la población de la localidad es de 298 habitantes, de los cuales 148 son hombres y 150 son mujeres.
| 195                         | 237 | 209 | 219 | 193 | 253 | 276 | 310 | 267 | 287 | 298 | 290 | 279 | 298 |
| (Fuente: INEGI [Consultar]) |     |     |     |     |     |     |     |     |     |     |     |     |     |

## Galería

Vista de la hacienda de San José Hili
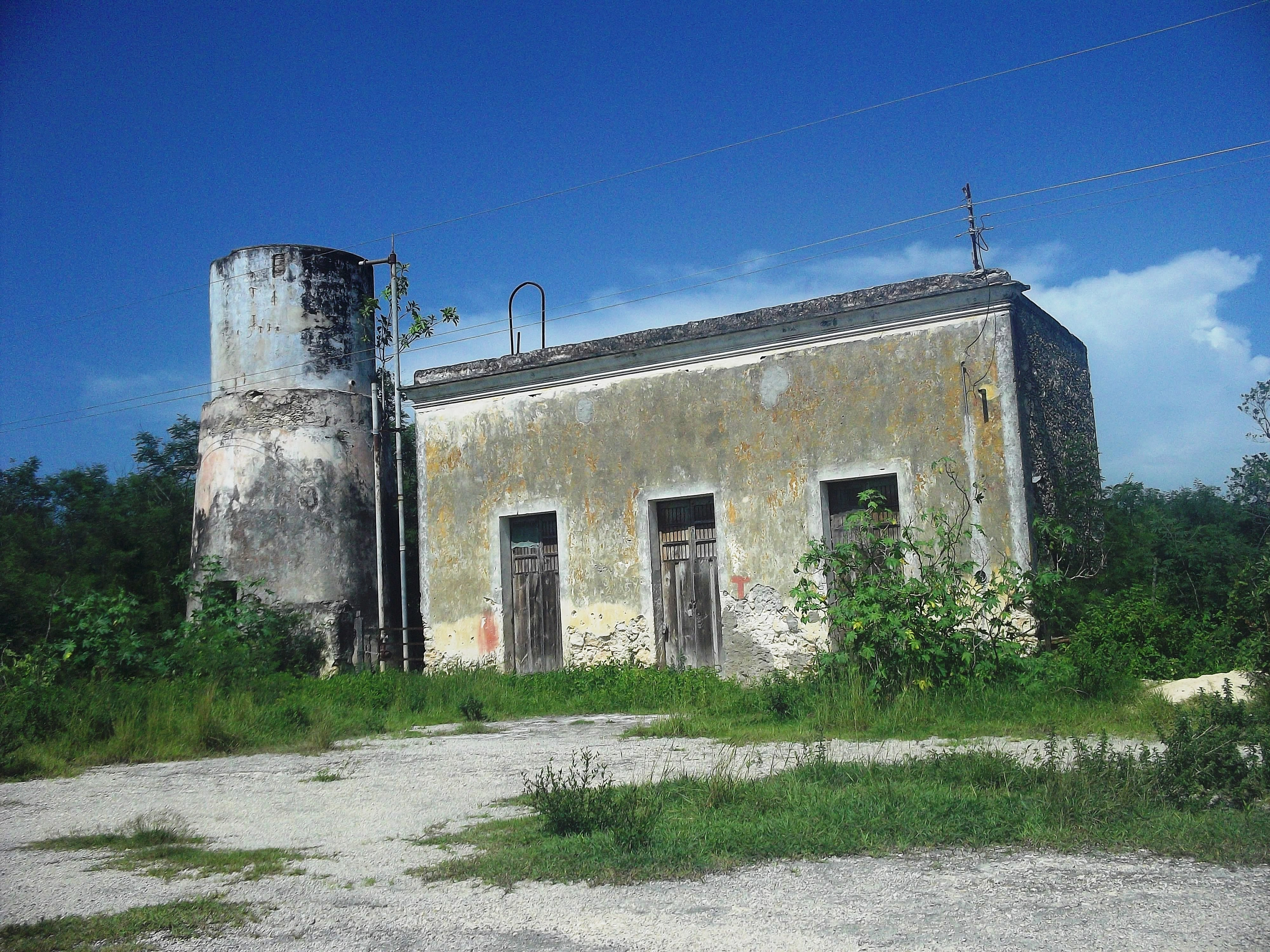
Vista de la hacienda de San José Hili
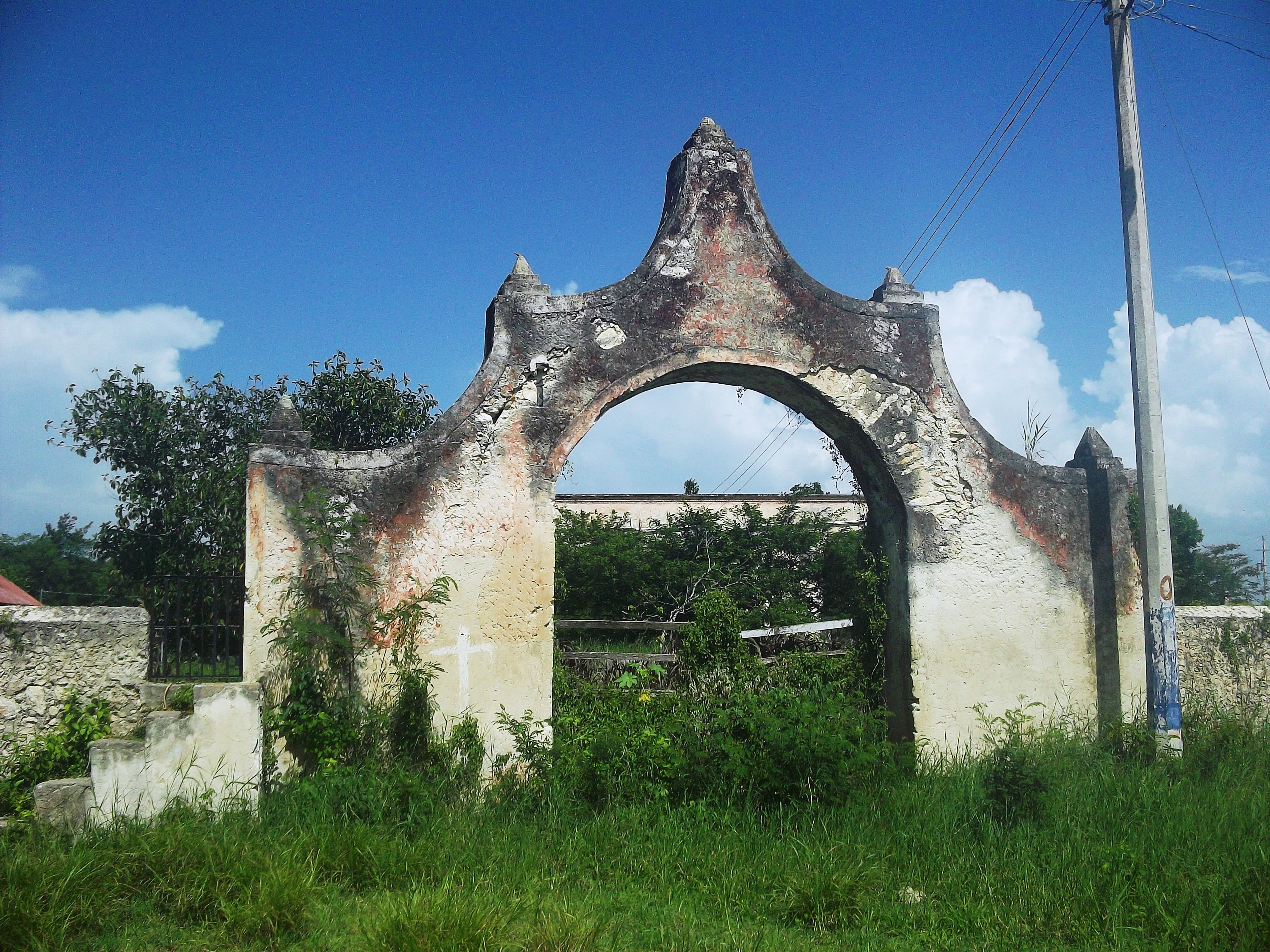
Vista de la hacienda de San José Hili
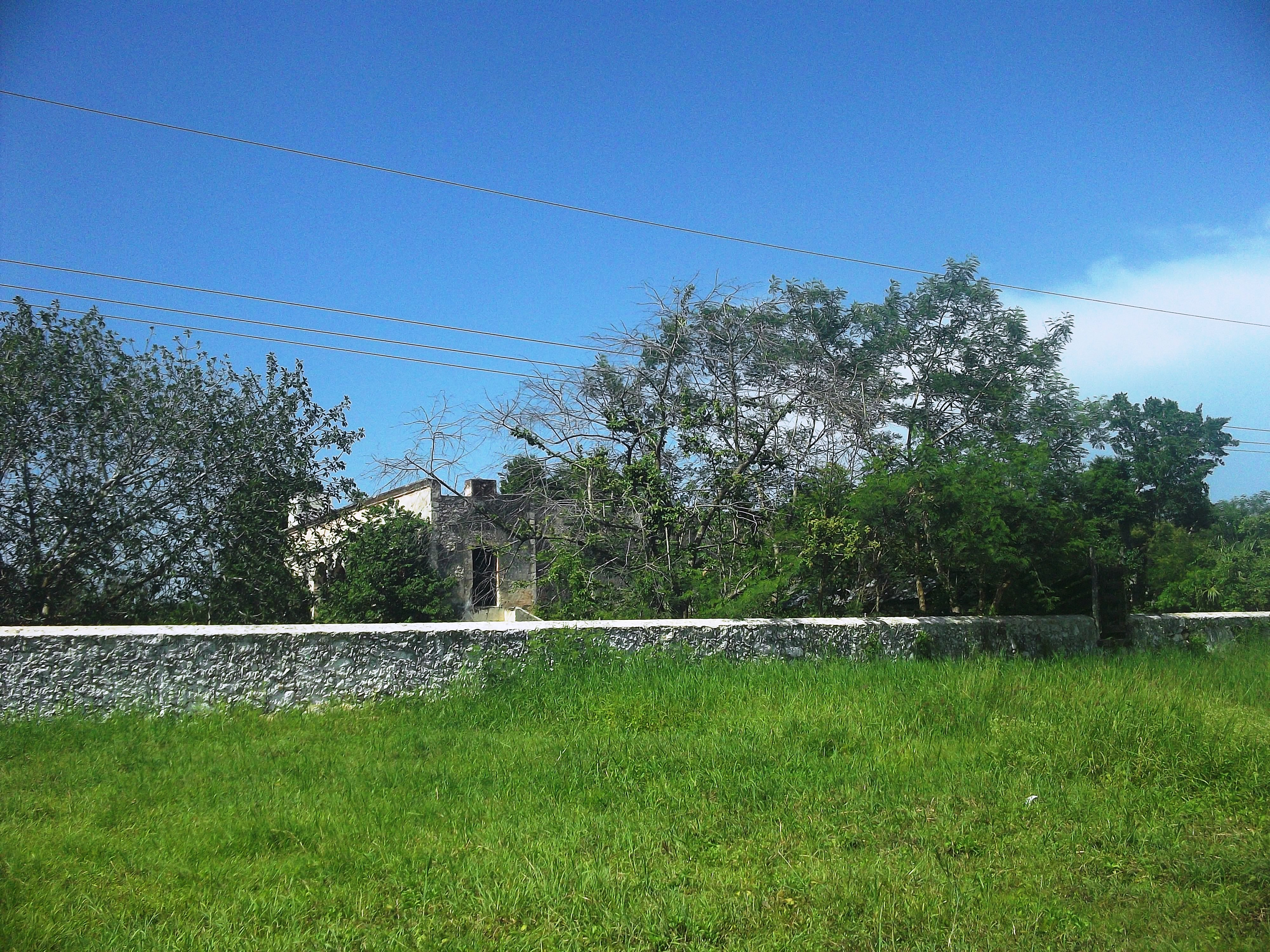
Vista de la hacienda de San José Hili
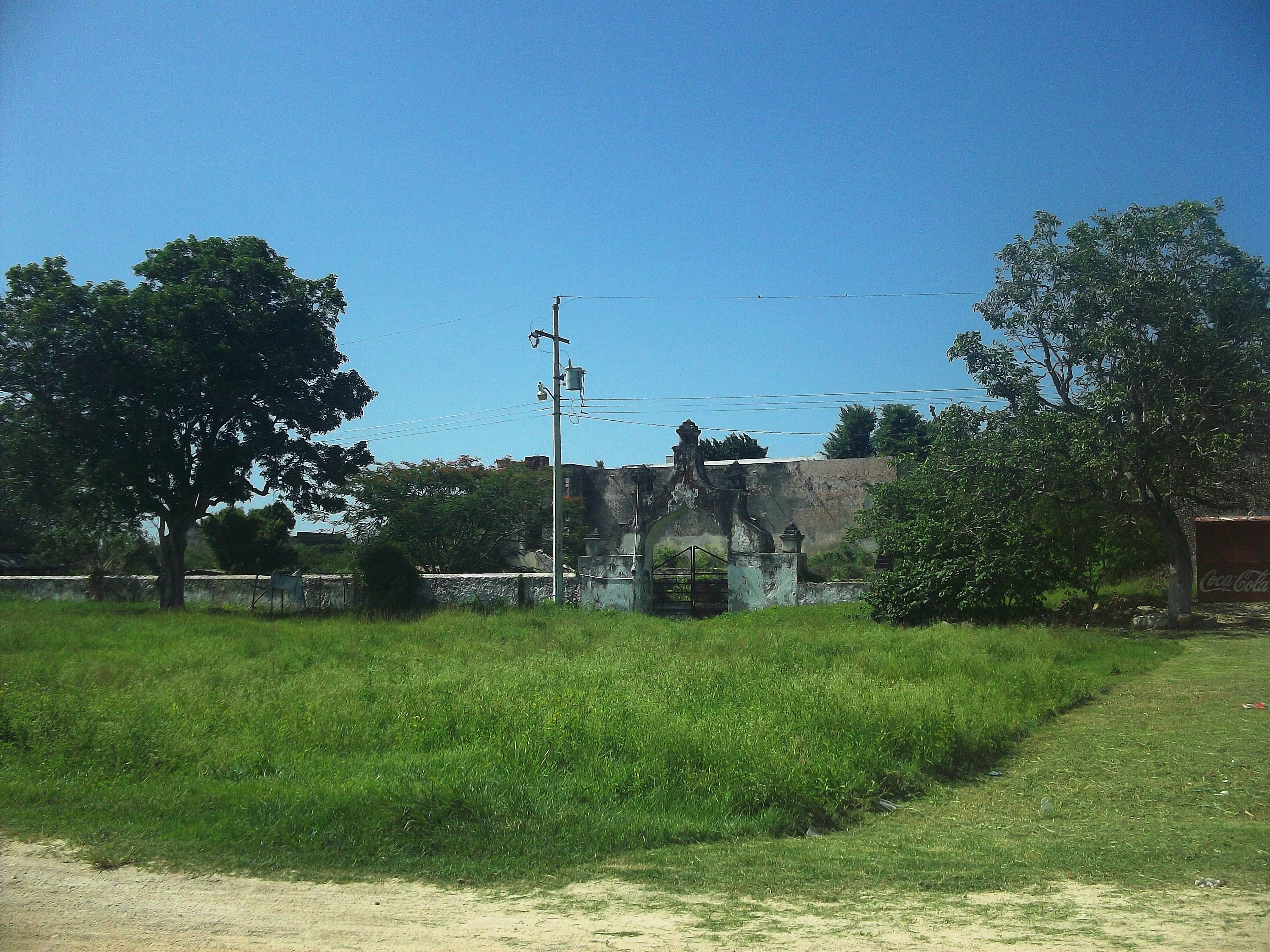
Vista de la hacienda de San José Hili
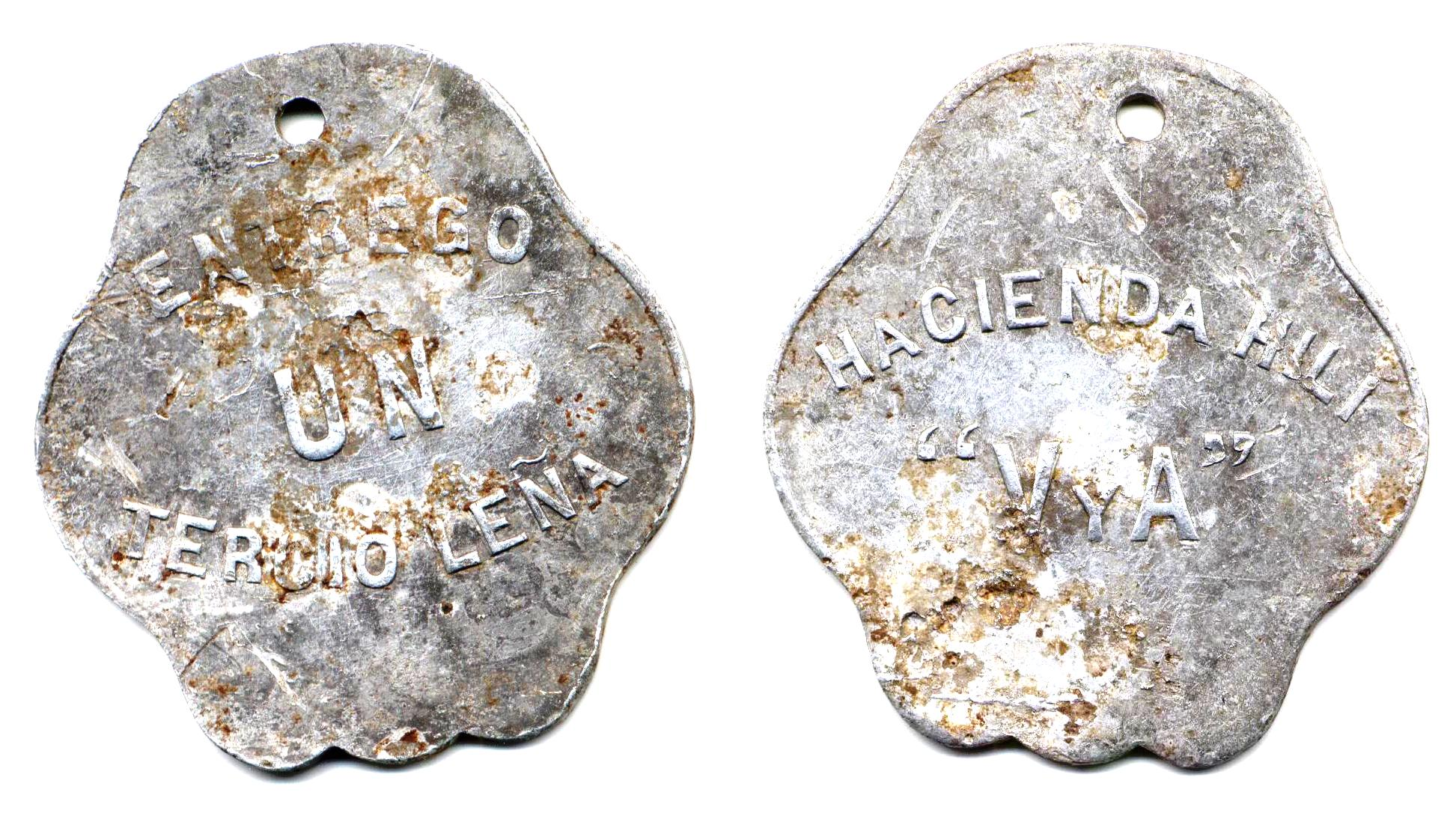
Ficha por 1 tercio de leña